# Marian Prudzienica
Marian Prudzienica (ur. 20 stycznia 1950) – polski wiceadmirał i inżynier techniki nawigacji. W 1967 rozpoczął służbę w Siłach Zbrojnych, jest morskim oficerem pokładowym okrętów przeciwminowych. Dowodził OORP „Czapla” i „Pelikan”, 13 dywizjonem Trałowców, 9 Flotyllą Obrony Wybrzeża oraz Centrum Operacji Morskich. Od 2004 do 2007 był zastępcą dowódcy Dowództwa Operacyjnego.

## Wykształcenie
Marian Prudzienica urodził się 20 stycznia 1950 w Kwidzynie. W latach 1967–1971 ukończył wyższe zawodowe studia wojskowe o kierunku nawigacja w Wyższej Szkoły Marynarki Wojennej w Gdyni, uzyskując tytuł inżyniera nawigatora statku morskiego. Jest również absolwentem studiów dowódczo-sztabowych w Wojskowej Akademii Narodowej Armii Ludowej NRD w Dreźnie (1977–1980) i Podyplomowych Studiów Operacyjno-Strategicznych w Akademii Obrony Narodowej w Warszawie (1991–1992).
W okresie od 1982 do 1983 odbył podyplomowy kurs broni podwodnej w Akademii Marynarki Wojennej ZSRR w Leningradzie, a w 2002 zaliczył kurs zabezpieczenia na Uniwersytecie St John (St John College) w Yorku (Wielka Brytania). W 2005 ukończył kolejno Kurs dla Generałów, Admirałów i Ambasadorów w Akademii Obrony NATO (NATO Defence College) w Rzymie (Włochy) oraz Wyższy Kurs Bezpieczeństwa Narodowego w Europejskim Centrum Studiów nad Bezpieczeństwem im. George’a Marshalla (George C. Marshall European Centre for Security Studies) w Garmisch-Partenkirchen (Niemcy). Posiada znajomość języka angielskiego, niemieckiego i rosyjskiego.

## Służba wojskowa
Początkowo został skierowany do 13 dywizjonu Trałowców na Helu, w którym służył na trałowcach bazowych projektu 206F. Zajmował stanowiska dowódcy działu II/III artylerii i broni podwodnej (1971–1972), a także zastępcy dowódcy okrętu na ORP „Czapla” (1972–1973). Następnie wyznaczono go zastępcą dowódcy ORP „Kormoran”. W 1974 objął funkcję dowódcy okrętu na ORP „Czapla”, natomiast od 1976 dowodził ORP „Pelikan”.
Od 1980 do 1982 był starszym specjalistą Wydziału Operacyjnego, a potem przez krótki czas oficerem flagowym broni podwodnej w Dowództwie 9 Flotylli Obrony Wybrzeża na Helu. W latach 1983–1988 dowodził 13 dywizjonem Trałowców. Następnie pracował w Dowództwie Marynarki Wojennej w Gdyni jako starszy specjalista Oddziału Szkolenia Morskiego (1988–1991) i starszy specjalista Oddziału Planowania (1992). Od 1992 do 1993 pełnił funkcję szefa Sztabu – I zastępcy dowódcy 9 Flotylli Obrony Wybrzeża, po czym powrócił na starszego specjalistę do Oddziału Planowania Sztabu Marynarki Wojennej. W 1994 został szefem Szkolenia – zastępcą dowódcy 9 Flotylli Obrony Wybrzeża, a w 1997 szefował Szefostwu Szkolenia Morskiego Dowództwa Marynarki Wojennej. Następnie dowodził 9 Flotyllą Obrony Wybrzeża. W 2000 objął stanowisko szefa Zarządu Operacji Morskich (G-3) – zastępcy szefa Sztabu Marynarki Wojennej. Od 2002 do 2004 był dowódcą Centrum Operacji Morskich w Gdyni. W momencie utworzenia Dowództwa Operacyjnego w Warszawie wyznaczono go zastępcą dowódcy tej jednostki. Podał się do dymisji 6 kwietnia 2007, po odwołaniu dowódcy gen. broni Henryka Tacika.
| Awansował kolejno na stopnie oficerskie:                                                                                    |                                                                                               |
| - podporucznika marynarki – 1971 - porucznika marynarki – 1974 - kapitana marynarki – 1977 - komandora podporucznika – 1982 | - komandora porucznika – 1986 - komandora – 1990 - kontradmirała – 1999 - wiceadmirała – 2005 |

## Odznaczenia
- Krzyż Oficerski Orderu Odrodzenia Polski (2003)[2]
- Krzyż Kawalerski Orderu Odrodzenia Polski
- Złoty Krzyż Zasługi
- Złoty Medal „Siły Zbrojne w Służbie Ojczyzny”
- Srebrny Medal Siły Zbrojne w Służbie Ojczyzny
- Brązowy Medal Siły Zbrojne w Służbie Ojczyzny
- Złoty Medal „Za Zasługi dla Obronności Kraju”